# Just-Henry Mitte de Chevrières
Just-Henry Mitte de Chevrières, né en 1615 à Saint-Chamond, mort le 11 décembre 1664, est un général français, issu de la famille Mitte.

## Biographie
Fils de Melchior Mitte de Chevrières et d'Isabeau de Tournon, il devient marquis de Saint-Chamond, comte de Miolans et d'Anjou à la mort de son père en 1649. Contraint de payer les dettes contractées par son père, il vend une bonne part de ses biens, en particulier Chevrières. Il sert comme capitaine au régiment des Gardes et comme lieutenant général. Marié en 1640 à Catherine-Charlotte de Gramont (mort le 31 juillet 1688), il meurt sans postérité, laissant ce qui lui reste à son frère cadet Jean-Armand, mort en 1691 sans héritier mâle,.
Qualifié de premier baron du Lyonnais et de conseiller du roi en ses conseils dans un contrat du 6 juin 1655, il vend l'hôtel paternel peu de temps avant sa mort.
Décédé le 11 décembre 1664, il est inhumé dans l'église collégiale saint-Jean-Baptiste à Saint-Chamond, dans le tombeau familial.